# Lovely Man
Pour plus de détails, voir Fiche technique et Distribution.
Lovely Man est un film indonésien réalisé par Teddy Soeriaatmadja, sorti en 2011.

## Synopsis
Cahaya est une jeune musulmane très croyante de 19 ans. Elle arrive à Djakarta pour retrouver son père qu'elle n'a pas revu depuis qu'elle avait quatre ans. Au début, les gens du quartier où ils vivaient ne comprennent pas de qui elle parle, puis finissent par lui dire que la personne qu'elle cherche travaille à Taman Lawang. Cahaya finit par retrouver Ipuy, une femme transgenre qui vit de la prostitution et qui ne pensait pas revoir son enfant.

## Distribution
- Donny Damara : Syaiful/Ipuy
- Raihaanun : Cahaya
- Yayu Unru
- Ari Syarif
- Lani Sonda

## Récompenses
- Asian Film Awards 2012 : prix du meilleur acteur pour Donny Damara[2]
- Festival international du film de Tiburon 2012 : Golden Reel Awards du meilleur film et du meilleur réalisateur[2]
- Indonesian Movie Awards 2012 : prix du meilleur acteur pour Donny Damara et de la meilleure actrice pour Raihaanun[2]